# Chorwaccy posłowie do Parlamentu Europejskiego 2014–2019
Chorwaccy posłowie VIII kadencji do Parlamentu Europejskiego zostali wybrani w wyborach przeprowadzonych 25 maja 2014.

## Lista posłów
Wybrani z listy Koalicji Patriotycznej (HDZ i koalicjanci)
- Ivana Maletić (HDZ)
- Marijana Petir (HSS)
- Dubravka Šuica (HDZ)
- Ivica Tolić (HDZ), poseł do PE od 24 października 2016
- Ruža Tomašić (HSP AS)
- Željana Zovko (HDZ), poseł do PE od 24 października 2016

Wybrani z listy SDP i koalicjantów
- Biljana Borzan (SDP)
- Ivan Jakovčić[1] (IDS-DDI)
- Tonino Picula (SDP)
- Jozo Radoš (HNS-LD)

Wybrany z listy partii ORaH
- Davor Škrlec[2]

Byli posłowie VIII kadencji do PE
- Andrej Plenković (wybrany z listy Koalicji Patriotycznej, HDZ), do 13 października 2016
- Davor Ivo Stier (HDZ) (wybrany z listy Koalicji Patriotycznej, HDZ), do 13 października 2016